# Open Building
En arquitectura, Open building (denominado también como Edificación abierta) es una aproximación al diseño de edificios que tiene en cuenta la posible necesidad de cambiar o adaptar el edificio durante su ciclo de vida, en línea con el cambio social o tecnológico. Open Building (diseño de edificios abiertos) busca coordinar los aportes de diferentes profesiones, usuarios del edificio y otros intereses asociados con la localidad.

## Historia
Open building (denominado también como Edificación abierta) es un concepto acuñado por primera vez por el arquitecto holandés N. John Habraken en 1961 en su libro Supports: An Alternative to Mass Housing, publicado en holandés en 1961 y en inglés en 1972 y 1999, y en muchos otros idiomas. Menciona que la habitabilidad de un edificio debe ser considerada desde el punto de vista de diseño mediante dos dominios de acción: desde la comunidad y desde el individuo. Cuando se considera solo a la comunidad el resultado es la uniformidad y la rigidez. Cuando se considera solo al individuo el resultado es caos y conflicto. El resultado debe ser un balance entre ambos extremos que permita una armonía en la habitabilidad del edificio. Esta formulación que preconiza un balance necesita un control e implicaciones de todos los elementos que intervienen en el diseño y construcción de un edificio: arquitectos, constructores. Con el objetivo de evolucionar esta idea se ha creado una fundación en 1965 en el SAR (Stichting Architecten Research) de Eindhoven en Holanda para explorar las ramificaciones, para los arquitectos, de los puntos de vista expuestos en ese libro.